# 1992-es magyar tekebajnokság
Az 1992-es magyar tekebajnokság az ötvennegyedik magyar bajnokság volt. A bajnokságot május 1. és 2. között rendezték meg, a férfiakét Székesfehérváron, a Köfém pályáján, a nőkét Budapesten, a MOM pályáján.

## Eredmények
| Versenyszám            | Arany                                       | Arany | Ezüst                                                        | Ezüst | Bronz                                           | Bronz |
| ---------------------- | ------------------------------------------- | ----- | ------------------------------------------------------------ | ----- | ----------------------------------------------- | ----- |
| Férfi napi egyéni      | Madák Pál BKV Előre                         | 964   | Csányi Béla Victoria Bamberg                                 | 958   | Szabó Sándor Ferencvárosi TC                    | 952   |
| Férfi páros            | Mészáros József, Madák Pál BKV Előre        | 1925  | Csányi Béla, Szabó Sándor Victoria Bamberg , Ferencvárosi TC | 1897  | Tátrai László, Farkas Márton Sabaria SE         | 1851  |
| Férfi összetett egyéni | Madák Pál BKV Előre                         | 1949  | Csányi Béla Victoria Bamberg                                 | 1928  | Németh Lajos SKC Oberpullendorf                 | 1915  |
| Női napi egyéni        | Bíró Zsuzsanna BKV Előre                    | 440   | Török Marianna Szegedi ESK                                   | 437   | Vidács Györgyné Szegedi ESK                     | 426   |
| Női páros              | Vecseri Erika, Fehér Andrea Ferencvárosi TC | 849   | Bíró Zsuzsanna, Kovácsné Grampsch Ágota BKV Előre            | 843   | Szilassy Erika, Demeter Melinda Ferencvárosi TC | 835   |
| Női összetett egyéni   | Bíró Zsuzsanna BKV Előre                    | 874   | Török Marianna Szegedi ESK                                   | 864   | Sáfrány Mihályné Szegedi ESK                    | 841   |